# Pomnik Czynu Rewolucyjnego w Rzeszowie
Pomnik Czynu Rewolucyjnego lub Pomnik Walk Rewolucyjnych – dwufasadowy monument o dekoracji rzeźbiarskiej stojący od 1974 w centralnym punkcie komunikacyjnym Rzeszowa, u zbiegu alei Łukasza Cieplińskiego i alei Józefa Piłsudskiego. Wyznacza w przybliżeniu granicę Śródmieścia od północnego zachodu – przy wjeździe do miasta z kierunku Krakowa i Warszawy. Jest jednym z nielicznych pomników z okresu Polskiej Rzeczypospolitej Ludowej zachowanych w ich pierwotnej lokalizacji.

## Historia
Pomnik wpisuje się w koncepcję rozwoju przestrzennego Rzeszowa po II wojnie światowej, której zarys opracował w 1951/1952 architekt Zbigniew Wzorek. Stoi przy rondzie Dmowskiego (pierwotnie rondo PKWN), na przecięciu zaplanowanych wówczas arterii komunikacyjnych wschód–zachód (al. Piłsudskiego, pierwotnie al. Lenina) i północ–południe (al. Cieplińskiego, pierwotnie al. 22 Lipca), których przedłużenie stanowią oddane do użytku pod koniec lat 60. wiadukty Śląski i Tarnobrzeski. Należy do założenia urbanistycznego porządkującego zabudowę pomiędzy skupionym wokół rynku starym miastem a powstałym w 1858 na obszarze Ruskiej Wsi dworcem kolejowym, którą Wzorek ocenił jako „najbardziej [c]haotyczną” w powojennym mieście.

### Projekt i budowa (1966–1974)
Inicjatywę budowy pomnika Tysiąclecia Państwa Polskiego wysunął w 1966 społeczny opiekun zabytków w Rzeszowie, inżynier Włodzimierz Kozło. W 1967 powstał społeczny komitet budowy pomnika, którego przewodniczącym był I sekretarz Komitetu Wojewódzkiego PZPR w Rzeszowie Władysław Kruczek. Komitet zdecydował o wykorzystaniu pomnika do symbolicznego upamiętnienia walk rewolucyjnych na Rzeszowszczyźnie. Kandydatem Kruczka na wykonawcę projektu był pochodzący z powiatu brzozowskiego pracownik Akademii Sztuk Pięknych (ASP) w Krakowie, rzeźbiarz Marian Konieczny, twórca warszawskiej Nike (1964), późniejszy rektor ASP (1972–1981). Ostatecznie Konieczny zwyciężył w rozpisanym przez komitet konkursie, który obejmował także zagospodarowanie placu defilad pomiędzy pomnikiem a wybudowanym w 1951–1954 w miejscu jeziora bernardyńskiego gmachem Wojewódzkiej Rady Narodowej (obecnym Urzędem Wojewódzkim). Na potrzeby placu w 1950 władze przejęły sad przy wpisanym do rejestru zabytków w 1949 późnorenesansowym klasztorze bernardynów mimo sprzeciwu gwardiana zakonu, o. Cypriana Żywota. Wytyczne zagospodarowania placu sformułowała Miejska Pracownia Urbanistyczna kierowana przez Władysława Henniga, a do konkursu przystąpiły cztery zespoły złożone z rzeźbiarza i architekta bądź architektów. Byli to odpowiednio Józef Zathey i Władysław Boczkaj, Krzysztof Bukała i Andrzej Smoczeński, Jadwiga i Mirosław Koziołkiewiczowie oraz Konieczny z żoną i bratem. Projekt Koziołkiewiczów, w którym pomnik nawiązywał formą do wieży obozu koncentracyjnego, zakładał umieszczenie pod placem manifestacji podziemnego parkingu na 500 pojazdów i muzeum historii walk rewolucyjnych. Konieczny przedstawił komitetowi dwie propozycje pomnika; odrzucona koncepcja nadawała mu kształt poziomego liścia. Od strony architektonicznej zwycięski projekt opracowali żona rzeźbiarza Zagremma Konieczna i jego brat Adam Konieczny.
Do pokrycia całkowitego kosztu realizacji w wysokości 10 812 926,44 zł (z czego 4 884 509,50 zł przypadło na wykonanie rzeźb) przyczyniły się składki rzeszowian odprowadzane w postaci 0,5–1% poborów w latach 1970/1971 i 1971/1972, które dały łącznie sumę ok. 5 mln zł. Według innych ustaleń sumę 5 mln zł zebrano w formie wpłat od osób prywatnych i instytucji z terenu województwa rzeszowskiego jeszcze w 1968. W latach 70. Rzeszów wiódł w skali kraju prym w zaangażowaniu partyjnym i czynie społecznym, zyskując na zewnątrz reputację „czerwieńszego niż radziecka flaga”, jednak wydarzenia grudniowe z 1970 według zapisów w aktach komitetu budowy przyniosły znaczący spadek ofiarności na rzecz pomnika. Milion złotych wyasygnował na przeprowadzenie projektu Wydział Kultury Prezydium Wojewódzkiej Rady Narodowej.
Prace nad przygotowaniem terenu rozpoczęło Krakowskie Przedsiębiorstwo Robót Drogowych w 1968. Z uwagi na podmokły grunt początkowo rozpatrywano także alternatywną lokalizację na obszarze obecnego Parku Jedności Polonii z Macierzą. Do stabilizacji grząskiego podłoża posłużyło kilkadziesiąt żelbetowych pali o długości ok. 10 m, które utrudniają ewentualny demontaż pomnika. Fundamenty te przygotowali pracownicy krakowskiej „Hydrobudowy” zatrudnieni przy konstrukcji sąsiedniego Hotelu „Rzeszów”.
Po zakończeniu prac projektowych i terenowych w 1971 przystąpiono do realizacji założenia. Nadzór przejęło Rzeszowskie Przedsiębiorstwo Budowlane, a segmenty żelbetowe korpusu pomnika, stawiane od czerwca 1972, sporządziło Rzeszowskie Przedsiębiorstwo Produkcji Elementów Budowlanych. Kierownikiem budowy był Stanisław Lech. W trakcie prac zużyto m.in. 180 kg gwoździ, a cement na mur od strony klasztoru pochodził z Wejherowa. W wykonaniu monumentalnych rzeźb pomagali autorowi projektu w jego krakowskiej pracowni Wincenty Kućma, Bogusław Gabryś, Józef Sękowski i Adolf Stawarz. Po przewiezieniu do Rzeszowa rzeźby zamontowano w grudniu 1973 i styczniu 1974. Ukończony pomnik został uroczyście odsłonięty przez I sekretarza KW PZPR w Rzeszowie Jerzego Gawrysiaka 1 maja 1974 przy dźwiękach hymnu państwowego i Międzynarodówki, z udziałem aktorów Teatru im. Wandy Siemaszkowej w Rzeszowie oraz członka Zarządu Okręgowego i Wojewódzkiego Związku Bojowników o Wolność i Demokrację w Rzeszowie Tomasza Wiśniewskiego.

### Pod zarządem miasta (1974–2006)
W okresie Polskiej Rzeczypospolitej Ludowej pomnik był miejscem ceremonii państwowych i partyjnych. Stał się podstawowym odniesieniem orientacyjnym w przestrzeni miejskiej i punktem zbornym dla spotkań towarzyskich.
Po transformacji systemowej z 1989 plac defilad został przekształcony w parking publiczny, a otoczony stopniami cokół pomnika służył za improwizowany skatepark.
W 2000 prezydent Rzeszowa Andrzej Szlachta uzgodnił z Koniecznym pomysł zwieńczenia pomnika herbem miasta. Po przegranych 10 listopada 2002 wyborach ustępujący z urzędu Szlachta doprowadził do umieszczenia nowego elementu na pomniku. Dwustronna tarcza z uproszczonym krzyżem maltańskim o wysokości 3 m i szerokości 2,8 m, wykonana z blachy miedzianej przez firmę „Restor” Krzysztofa Tora, zawisła na stalowej ramie pomiędzy liśćmi laurowymi na pułapie 30,5 m. Koszt instalacji krzyża wyniósł 30 tys. zł. Autorami projektu byli Krzysztof Bukała i Marcin Rut.
W 2005 wokół pomnika powstał nakładem 100 tys. zł z funduszy miasta betonowy skatepark. Inwestycja przetrwała tylko rok.

### W rękach bernardynów – dążenia do rozbiórki (2006–)

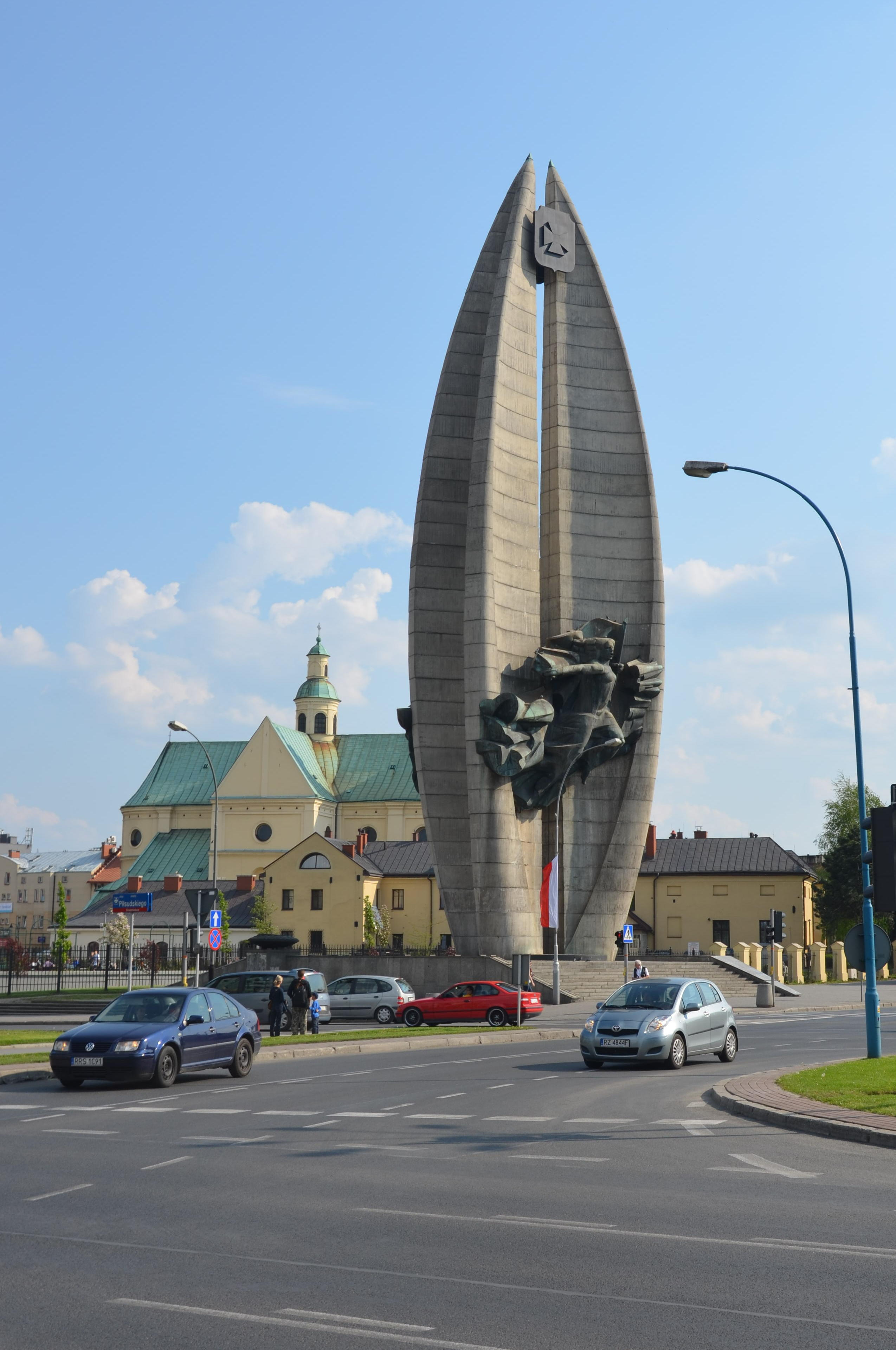
Pomnik od północy w 2014, w tle klasztor oo. bernardynów

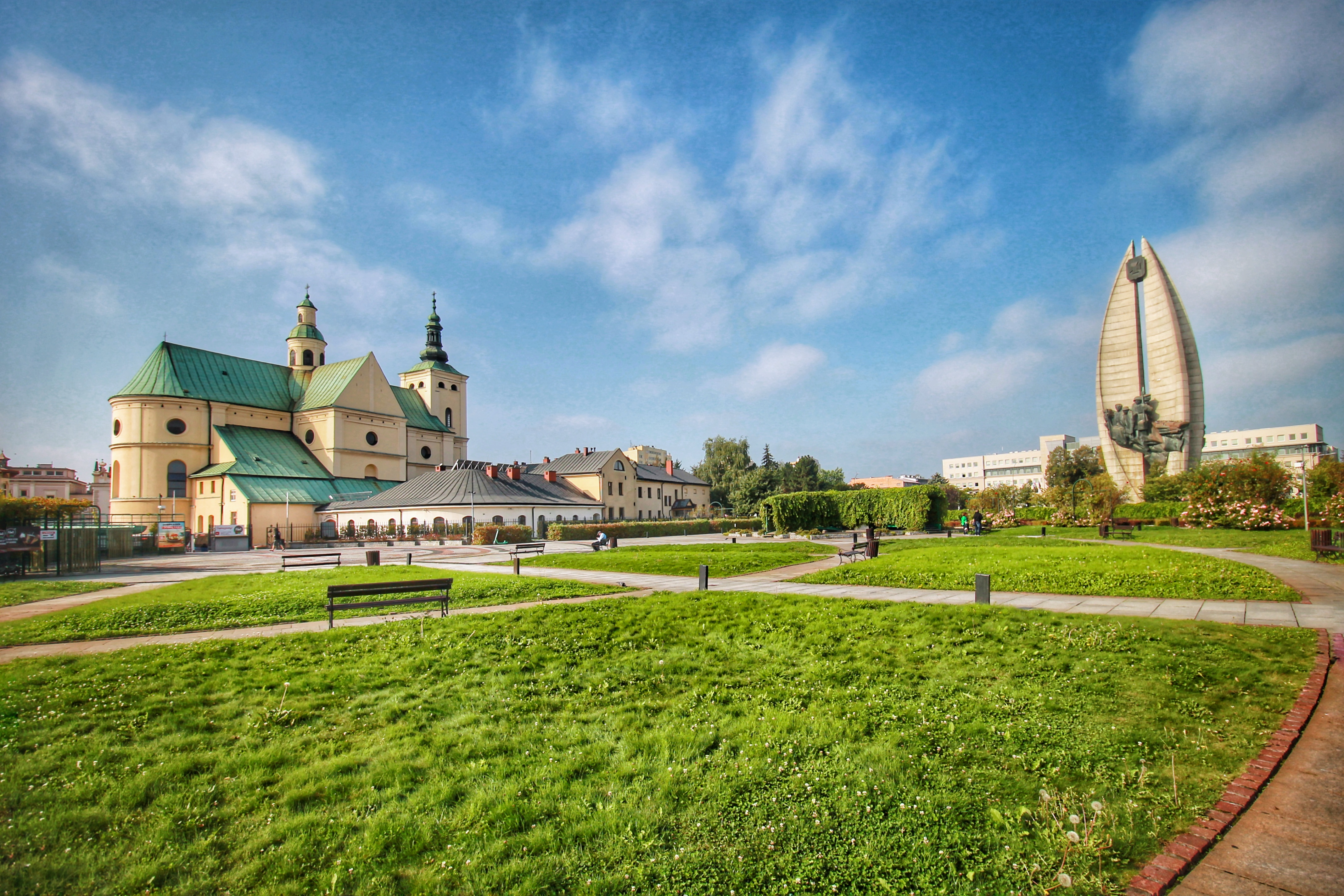
Pomnik Czynu Rewolucyjnego i klasztor od strony ogrodów bernardyńskich (wcześniej plac defilad) we wrześniu 2023

11 lipca 2006 uchwałą zdominowanej przez Prawo i Sprawiedliwość (PiS) oraz Ligę Polskich Rodzin Rady Miasta Rzeszowa teren parkingu na byłym placu defilad wraz z pomnikiem został odstąpiony za 1% wartości (ok. 30 tys. zł) zakonowi oo. bernardynów. Przeciw decyzji opowiedzieli się radny Sojuszu Lewicy Demokratycznej Tomasz Kamiński i radny Rozwoju Rzeszowa Konrad Fijołek. Na otrzymanym terenie zakonnicy wybudowali ogrody publiczne i podziemny parking, nie sprecyzowali jednak planów co do przyszłości pomnika. Z obawy przed wyburzeniem obiektu zawiązały się wówczas internetowe grupy jego obrońców i ruszyła zbiórka poparcia dla petycji o zachowanie pomnika, która do kwietnia 2012 zgromadziła 15 378 podpisów.
W marcu 2007 rozpoczęła się rozbiórka i przebudowa Hotelu „Rzeszów”, który powstał po przeciwnej, zewnętrznej stronie centralnego ronda miasta w latach 1966–1969, został otwarty w 1972 i odpowiadał wysokością pomnikowi.
W 2013 bernardyni odrzucili złożoną przez miasto propozycję wykupu pomnika, uzasadniając to warunkami otrzymanej z budżetu Unii Europejskiej na budowę ogrodów dotacji w wysokości 25,5 mln zł. Monument już wówczas wymagał pilnego remontu.
W 2017 Oddział Instytutu Pamięci Narodowej w Rzeszowie wystąpił o wyburzenie Pomnika Czynu Rewolucyjnego na mocy tzw. ustawy dekomunizacyjnej z 1 kwietnia 2016. Wniosek spotkał się z odpowiedzią rzeszowskiego oddziału Stowarzyszenia Architektów Polskich, którego walne zebranie uchwaliło 5 października 2017 sprzeciw wobec planów likwidacji, przekazany następnie prezydentowi Rzeszowa Tadeuszowi Ferencowi. Nie uzyskawszy od IPN zmiany stanowiska Ferenc złożył do podkarpackiego konserwatora zabytków wniosek o wpisanie pomnika do rejestru zabytków z urzędu. Powołana na urząd w 2016 przez wojewodę Ewę Leniart, byłą dyrektor rzeszowskiego IPN, wojewódzka konserwator zabytków Beata Kot odrzuciła wniosek. W reakcji na tę decyzję minister kultury i dziedzictwa narodowego Piotr Gliński nakazał ponowne rozpatrzenie sprawy. W marcu 2018 radny Sławomir Gołąb, nauczyciel II Liceum Ogólnokształcącego, założył Społeczny Komitet Wykupu Pomnika Walk Rewolucyjnych w Rzeszowie na wieść o tym, że zakon zbiera środki na rozbiórkę, spotkał się jednak z nieprzychylnym stanowiskiem bernardyńskiej parafii, a następnie z anonimowymi szykanami w internecie i w miejscu pracy. Koszt wyburzenia szacowano wówczas na 900 tys. zł. W maju 2018 IPN wydał na wniosek bernardynów opinię stwierdzającą niezgodność dalszego funkcjonowania pomnika z ustawą dekomunizacyjną, tym samym otwierając drogę do wszczęcia przez wojewodę postępowania administracyjnego w celu likwidacji obiektu, co spotkało się z protestem mieszkańców w formie Pikniku pod Pomnikiem.

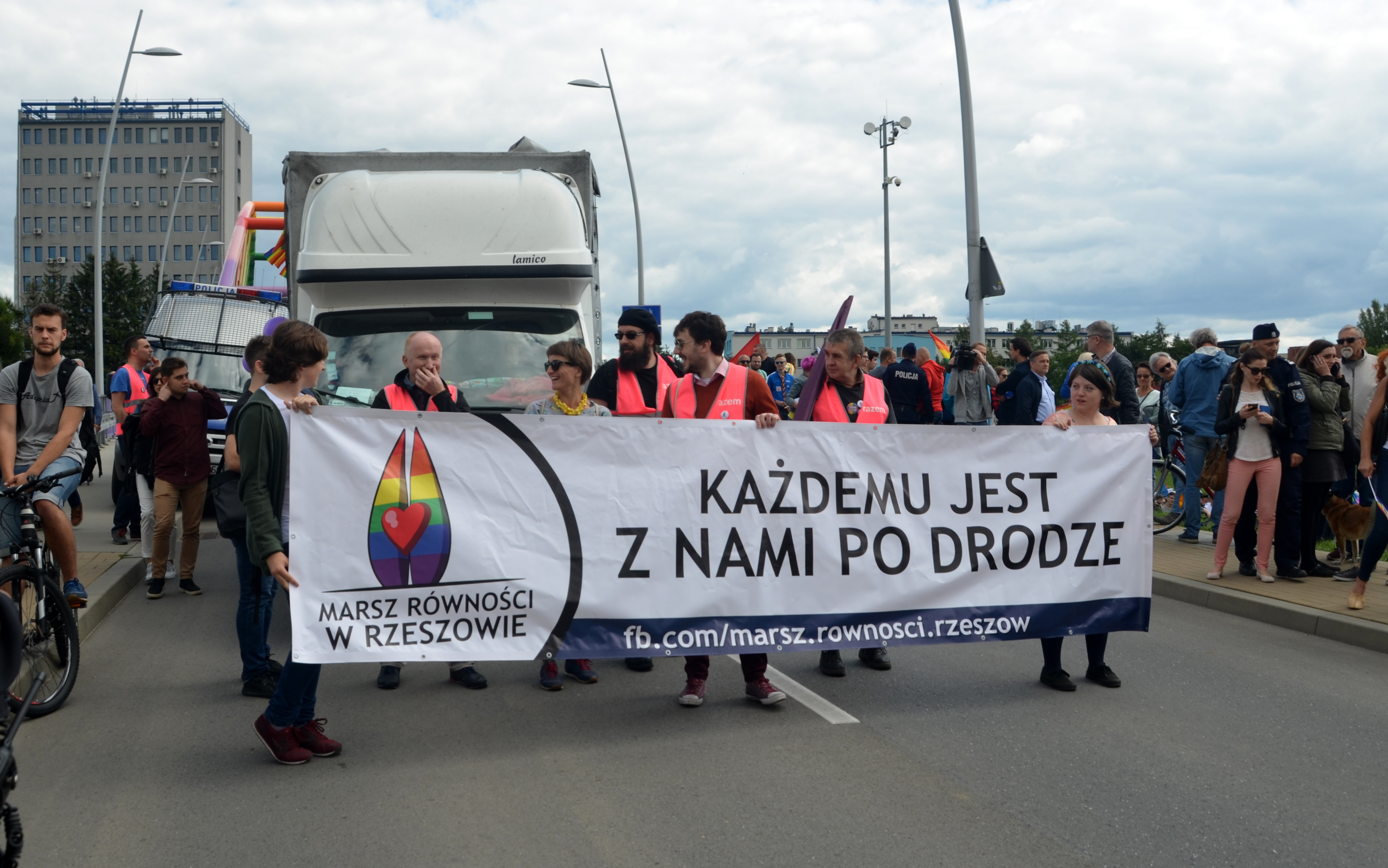
Adaptacja pomnika na transparencie rzeszowskiego Marszu Równości w 2018

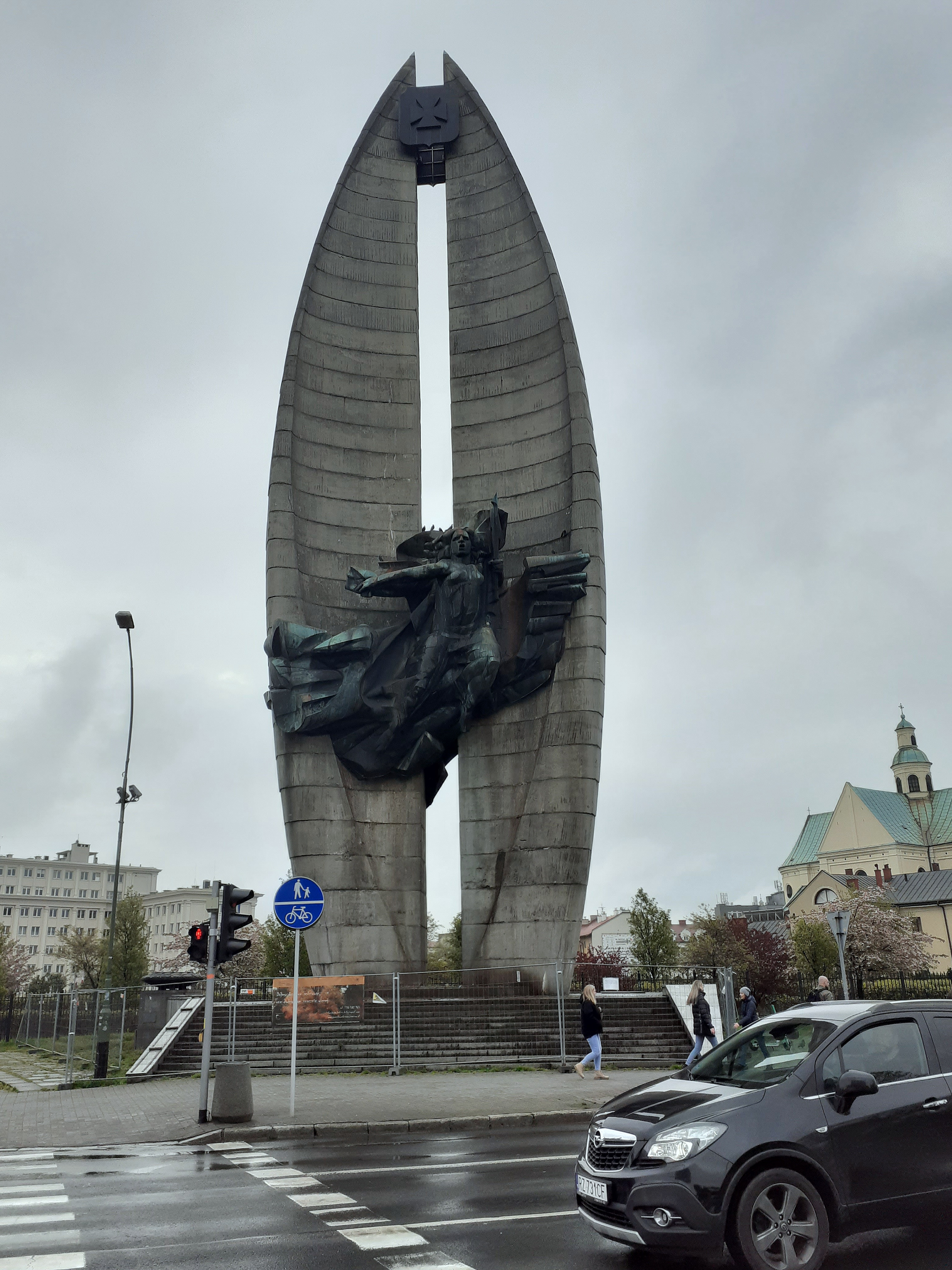
Ogrodzony i zaniedbany pomnik w maju 2023

W październiku 2020 kojarzony szeroko z żeńskimi narządami płciowymi pomnik był symbolem zorganizowanych przez Manifę Rzeszów protestów przeciw zaostrzeniu przepisów regulujących aborcję i przez jeden dzień (29 października 2020) występował w serwisie Mapy Google pod nazwą „Pomnik Czynu Rewolucyjnego Kobiet w Rzeszowie”. 31 października przed pomnikiem zostały złożone chryzantemy i znicze, które w intencji protestujących upamiętniały koniec praw kobiet. 2 listopada przed pomnikiem odbyła się manifestacja w tej samej sprawie. Według relacji jej uczestników członkowie Młodzieży Wszechpolskiej rozbili wówczas znicze i przenieśli kwiaty pod Pomnik Żołnierzy Wyklętych.

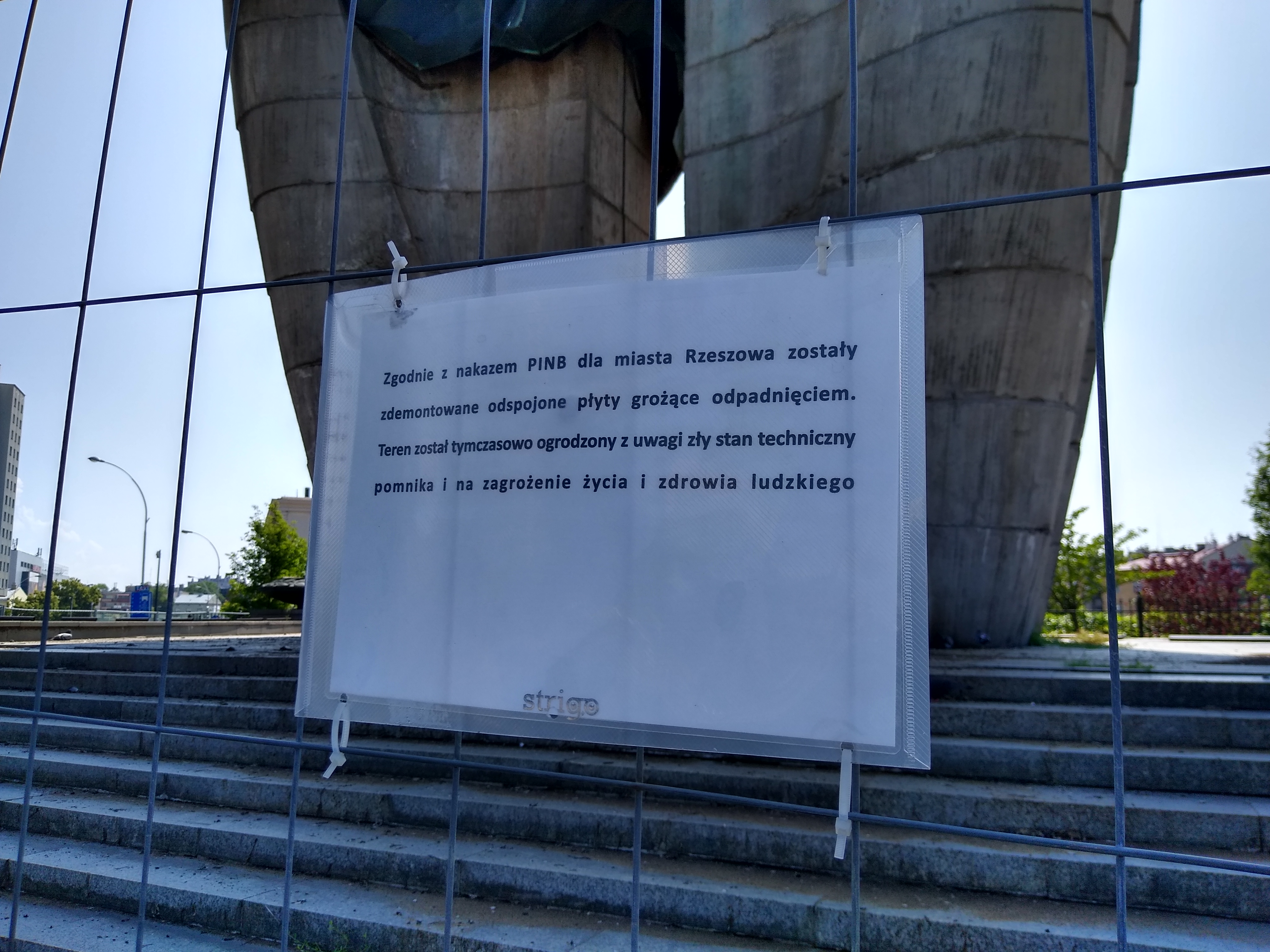
Kartka z informacją o stanie pomnika zawieszona na ogrodzeniu (czerwiec 2023)

W 2022 Powiatowy Inspektor Nadzoru Budowlanego dla miasta Rzeszowa Krystyna Janicka wydała nakaz usunięcia uszkodzonych płyt z cokołu pomnika przez właściciela terenu w terminie do końca roku. 28 grudnia 2022 wiceprzewodniczący sejmiku województwa podkarpackiego Czesław Łączak (PiS) zaproponował przekazanie posiadającym pomnik bernardynom 850 tys. zł na jego wyburzenie w ramach budżetu na rok 2023; wniosek został odrzucony przez radnych sejmiku. W ostatnim tygodniu grudnia 2022 po otrzymaniu negatywnych wyników z pięcioletniej kontroli stanu technicznego bernardyni usunęli uszkodzone płyty cokołu i z własnej inicjatywy ogrodzili pomnik jako zagrażający przechodniom z uwagi na zardzewiałe mocowania rzeźb, a w styczniu 2023 w miejsce szczegółowej ekspertyzy wymaganej przez Powiatowy Inspektorat Nadzoru Budowlanego w Rzeszowie przedstawili protokół z kontroli, który zalecał częściowy demontaż obiektu. W lutym 2023 marszałek województwa podkarpackiego Władysław Ortyl wyraził poparcie dla inicjatyw usunięcia pomnika. 24 marca 2023 na zorganizowanym przez bernardynów spotkaniu w sprawie przyszłości pomnika powołana została komisja z udziałem przedstawicieli wyrażających gotowość do przejęcia i remontu obiektu władz miejskich, skłonnych do sfinansowania jego likwidacji władz wojewódzkich oraz organizacji pozarządowych. W kwietniu 2023 Rada Miasta podjęła mimo sprzeciwu radnych PiS trzy uchwały zmierzające do odzyskania i remontu pomnika. Rzecznik bernardynów o. Alojzy Garbarz odmówił wówczas ujawnienia planów zakonu z obawy przed negatywną reakcją. 5 kwietnia 2023 Wojewódzki Inspektorat Nadzoru Budowlanego w Rzeszowie podtrzymał zaskarżoną przez bernardynów decyzję Powiatowego Inspektoratu Nadzoru Budowlanego w Rzeszowie, która zobowiązała zakon do przeprowadzenia remontu obiektu, w tym do odnowienia rzeźb, do końca lutego 2024. Zakon ponownie odwołał się od tej decyzji, kwestionując zasadność naprawy pomnika, ale Wojewódzki Sąd Administracyjny (WSA) w Rzeszowie w wyroku z 7 listopada 2023 podkreślił obowiązek konserwacji obiektu przez jego właściciela niezależnie od względów ideologicznych. We wrześniu 2023 pomnik został oczyszczony z zalegających odchodów ptasich przez rzeszowskich działaczy Nowej Lewicy z inicjatywy współprzewodniczącej lokalnych struktur partii, Patrycji Pawlak-Kamińskiej.
W grudniu 2023 prezydent Rzeszowa Konrad Fijołek wznowił pertraktacje z bernardynami w sprawie przekazania pomnika miastu, odroczone poprzednio z ich woli do wyborów parlamentarnych. W styczniu 2024 zakon nadal liczył na kasatę wyroku WSA przez Naczelny Sąd Administracyjny i 8 lutego złożył formalną skargę do NSA w tej sprawie, która spowodowała zawieszenie wszczętego przez bernardynów postępowania w sprawie zmiany lutowego terminu wykonania remontu.
6 czerwca 2024 zakon bernardynów przekazał pomnik Stowarzyszeniu Rodzin Żołnierzy Niezłomnych Podkarpacia (SRŻNP). Decyzja została ogłoszona 7 czerwca i uzasadniona reprezentowaniem przez nowego właściciela „mieszkańców miasta i środowisk, które [podczas wywłaszczenia w 1950] stawały w obronie klasztoru”. W odpowiedzi władze miasta określiły decyzję „niezrozumiałą i sprzeciwiającą się woli mieszkańców Rzeszowa”, wskazując, że SRŻNP dąży do wyburzenia pomnika, i złożyły tego samego dnia do Wojewódzkiego Urzędu Ochrony Zabytków wniosek o wpisanie pomnika do rejestru zabytków. Według prezydenta Fijołka za przekazanie obiektu odpowiedzialne było krakowskie środowisko bernardynów, a decyzja oznaczała zerwanie rozmów prowadzonych dotąd z miastem. Prezes SRŻNP Marcin Maruszak wyraził sprzeciw wobec określania „komunistycznego obiektu propagandowego, gloryfikującego przemoc i zbrodnię, mianem pomnika” i zapowiedział zabezpieczenie obiektu oraz walkę z nakazem jego remontu. 14 czerwca wojewódzki konserwator Beata Kot wszczęła postępowanie w sprawie wpisania pomnika do rejestru zabytków, której stroną jest Fundacja Rzeszowska, a 20 czerwca 2024 miasto wypowiedziało zakonowi (ze skutkiem od października tego roku) umowę zobowiązującą miasto do utrzymywania ogrodów bernardyńskich (kosztem średnio ok. 100 tys. zł rocznie), którą zawarł w maju 2021 po rezygnacji prezydenta Ferenca związany z PiS Marek Bajdak, pełniący obowiązki prezydenta Rzeszowa od lutego do czerwca 2021 z nominacji premiera Mateusza Morawieckiego (wcześniej dyrektor wydziału nieruchomości w Podkarpackim Urzędzie Wojewódzkim).
8 sierpnia 2024 Wojewódzki Urząd Ochrony Zabytków z siedzibą w Przemyślu podjął decyzję o wpisie pomnika do rejestru zabytków. Z wpisu zostały wykluczone oryginalne tablice inskrypcyjne u podstawy pomnika i dodane w 2002 tarcze z herbem miasta na jego szczycie. Objęcie pomnika ochroną spotkało się z pozytywnym odzewem środowiska architektów. Równocześnie miasto wytoczyło zakonowi bernardynów proces o zwrot przekazanego w 2006 terenu, obejmującego pomnik i ogrody, kwestionując cel darowizny i wskazując na niedokonanie wyceny jej przedmiotu. W połowie września 2024 Stowarzyszenie Rodzin Żołnierzy Niezłomnych Podkarpacia, właściciel pomnika, odwołało się do WUOZ od nieuprawomocnionej decyzji o wpisie do rejestru zabytków.
24 września 2024 Rada Miasta Rzeszowa przyjęła większością głosów przygotowany przez Biuro Rozwoju Miasta pod kierunkiem Izabeli Skały-Salamon plan zagospodarowania przestrzennego zakładający przekształcenie terenu wokół pomnika w publiczny plac samorządowy. W planie znalazł się zapis o ochronie formy architektonicznej pomnika wraz z jego dekoracją rzeźbiarską i cokołem. W intencji władz miasta plan wprowadził podstawę do potencjalnego wywłaszczenia. Podczas obrad prezes SRŻNP Maruszak odmówił przyjęcia od Straży Miejskiej wezwania na przesłuchanie w sprawie niesprzątania pomnika.

## Opis

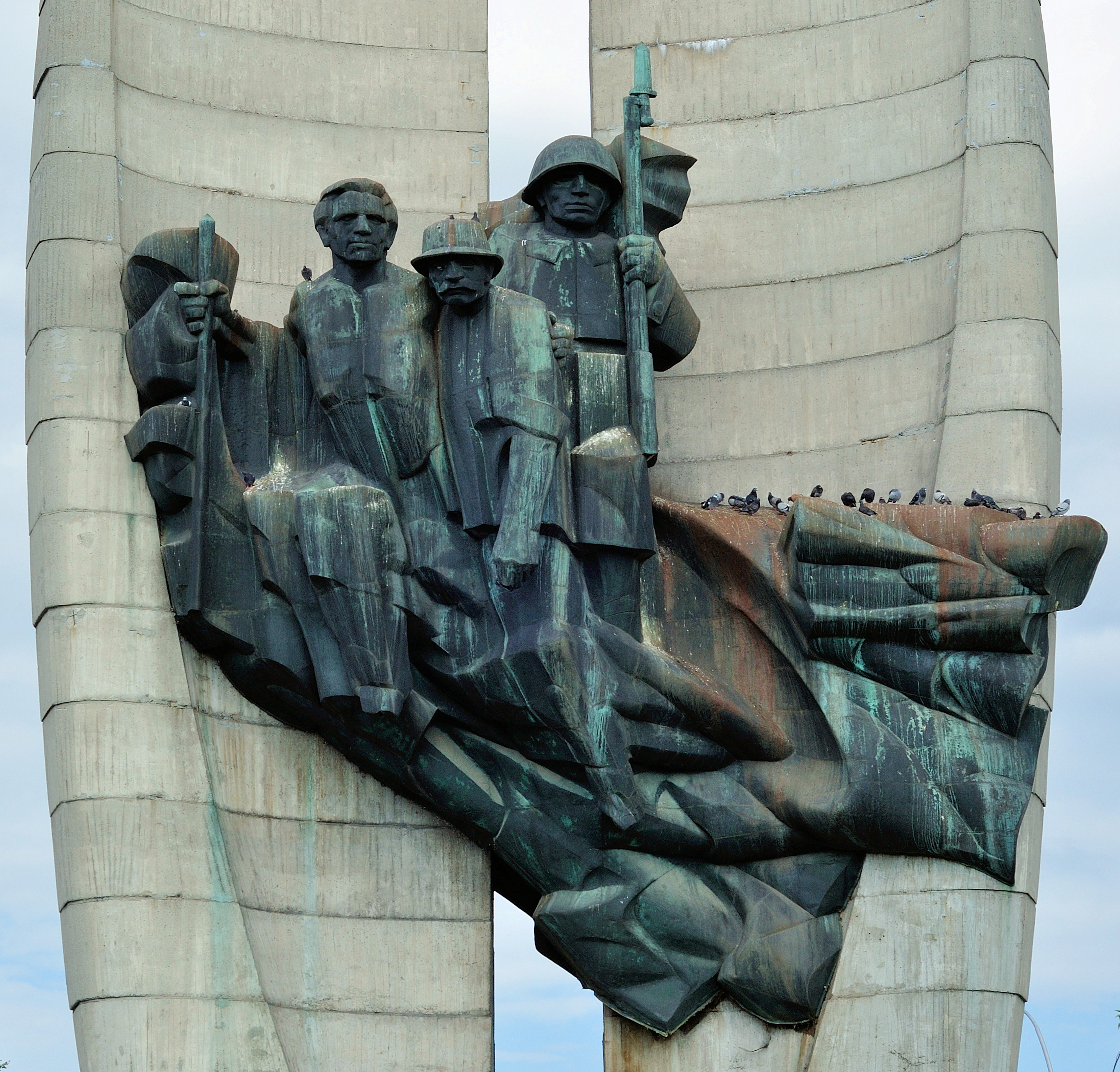
Robotnik, chłop i żołnierz na tle czerwonego sztandaru (fasada południowo-wschodnia pomnika)

Pomnik stoi na cokole, który od strony placu defilad pełnił w oryginalnym założeniu funkcję trybuny honorowej. Właściwą bryłę pomnika tworzy para bliźniaczych elementów o kształcie stylizowanych liści lauru (symboli zwycięstwa), połączonych na wysokości ok. 8 m przez dwie rzeźby figuralne.
Od strony miasta i placu pomnik zdobią sylwetki robotnika, chłopa i żołnierza na tle sztandaru rewolucji, natomiast od strony ronda, zewnętrznej – przedstawienie bogini zwycięstwa Nike. Na monumentalne liście laurowe składa się 37 par żelbetowych segmentów, z których każdy przekracza wysokość jednego metra. Rzeźby wykonane zostały z blachy miedzianej w krakowskiej pracowni Koniecznego. Do wnętrza rzeźb prowadzą zamontowane w nich włazy.
U podstawy liści od strony południowo-wschodniej znajdują się cztery marmurowe tablice, z których dwie są puste, a dwie zawierają inskrypcje autorstwa prezesa Związku Literatów Polskich w Rzeszowie, Zbigniewa Dominy: „Czyn wasz bohaterski – sława nieśmiertelna – wdzięczność nasza bezgraniczna” i „W hołdzie bohaterom walk rewolucyjnych o Polskę ludową – społeczeństwo ziemi rzeszowskiej w XXX-lecie PRL”.
Waga pomnika wynosi 466 ton.

## Interpretacje

### Symbolika

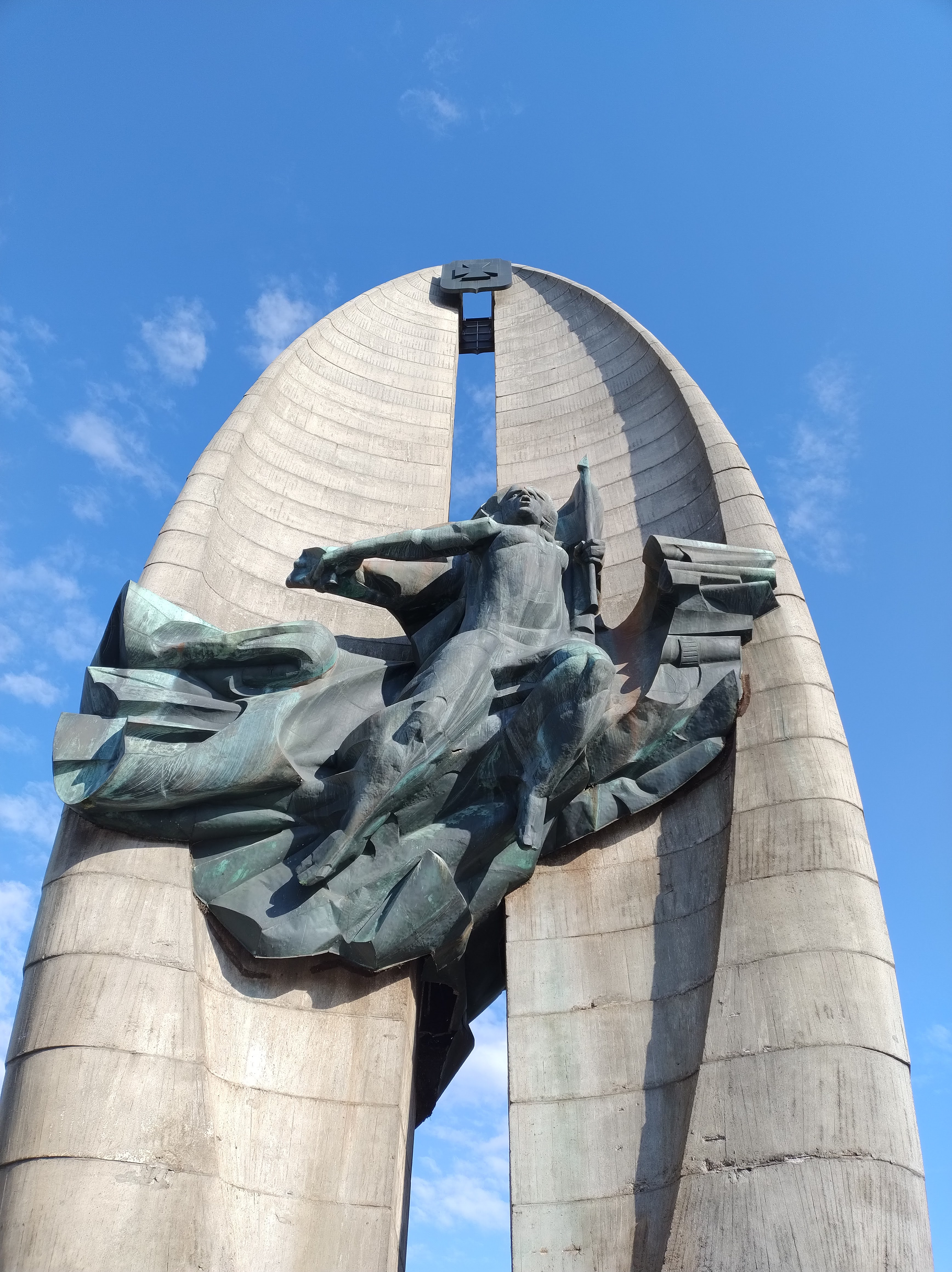
Nike, bogini zwycięstwa (fasada północno-zachodnia pomnika)

Awangardowy kształt wzbudzał od początku skojarzenia niezwiązane z oficjalną symboliką. W świadomości rzeszowian pomnik funkcjonuje pod popularną nazwą „Wielkiej Cipy”, która z uwagi na niecenzuralny charakter bywa skracana do „Wielkiej” lub zastępowana przez określenie „ośle uszy”. W 1988 właściwej nazwy pomnika nie znało 30% mieszkańców.
Autor pomnika, Marian Konieczny, oświadczył w 2014 i ponownie podczas spotkania w Rzeszowie w styczniu 2015, że inspiracją dla formy pomnika była mandorla jako starożytny motyw w sztuce sakralnej łączony z pierwiastkiem żeńskim, pierwotnie poprzez kult płodności. Kształt taki miał stanowić alternatywę dla fallicznych konotacji dominującego w sztuce pomnikowej obelisku.
W ocenie miejskiej konserwatorki zabytków Edyty Dawidziak warstwa znaczeniowa pomnika, obejmująca symbole zwycięstwa, solidarności, rewolucji czy walki w obronie kraju z okupantem, pozostawia szerokie pole do interpretacji.

### Upamiętnienie historyczne

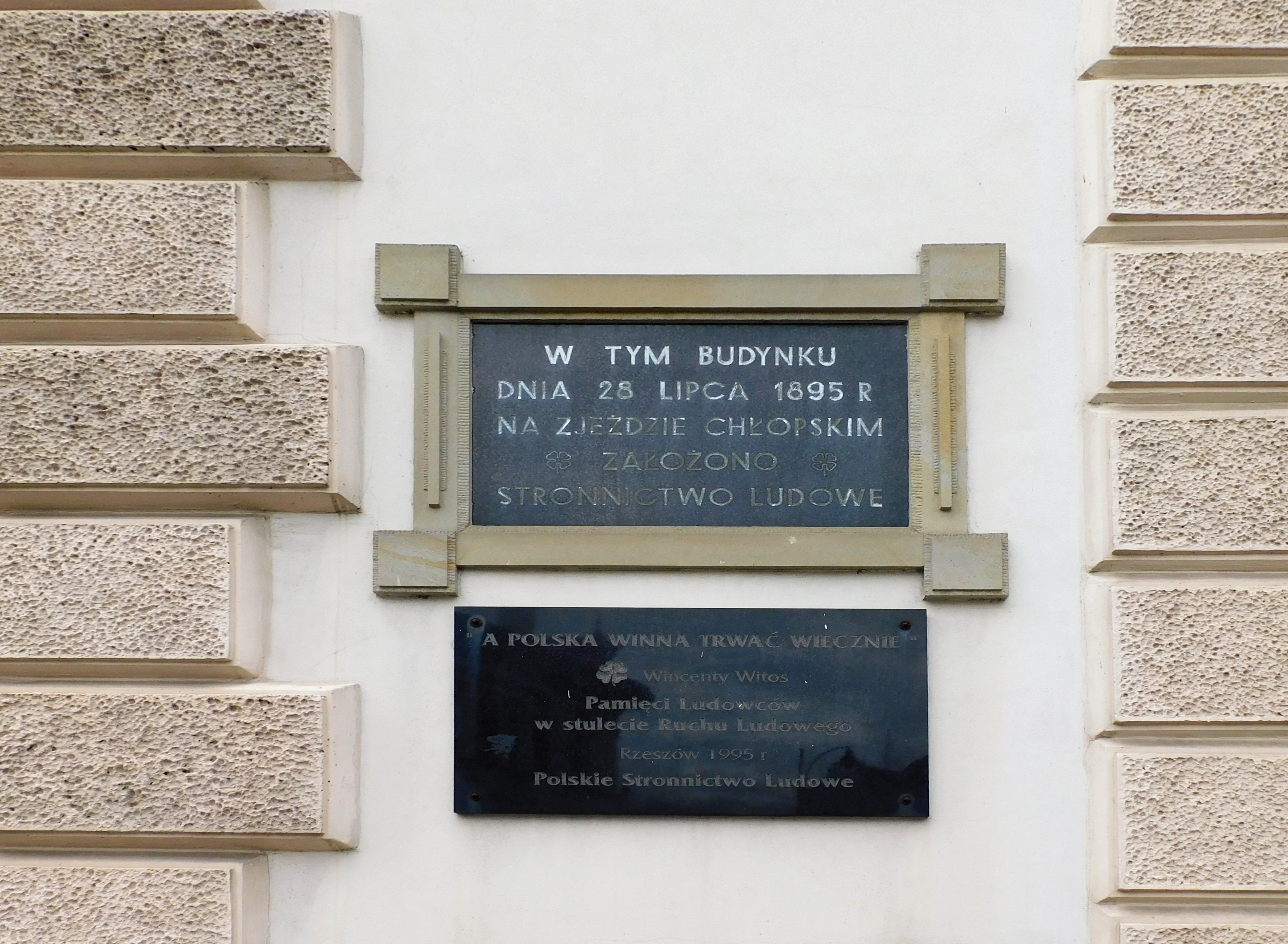
Tablica na dawnym gmachu „Sokoła” w Rzeszowie wskazująca miejsce założenia Stronnictwa Ludowego

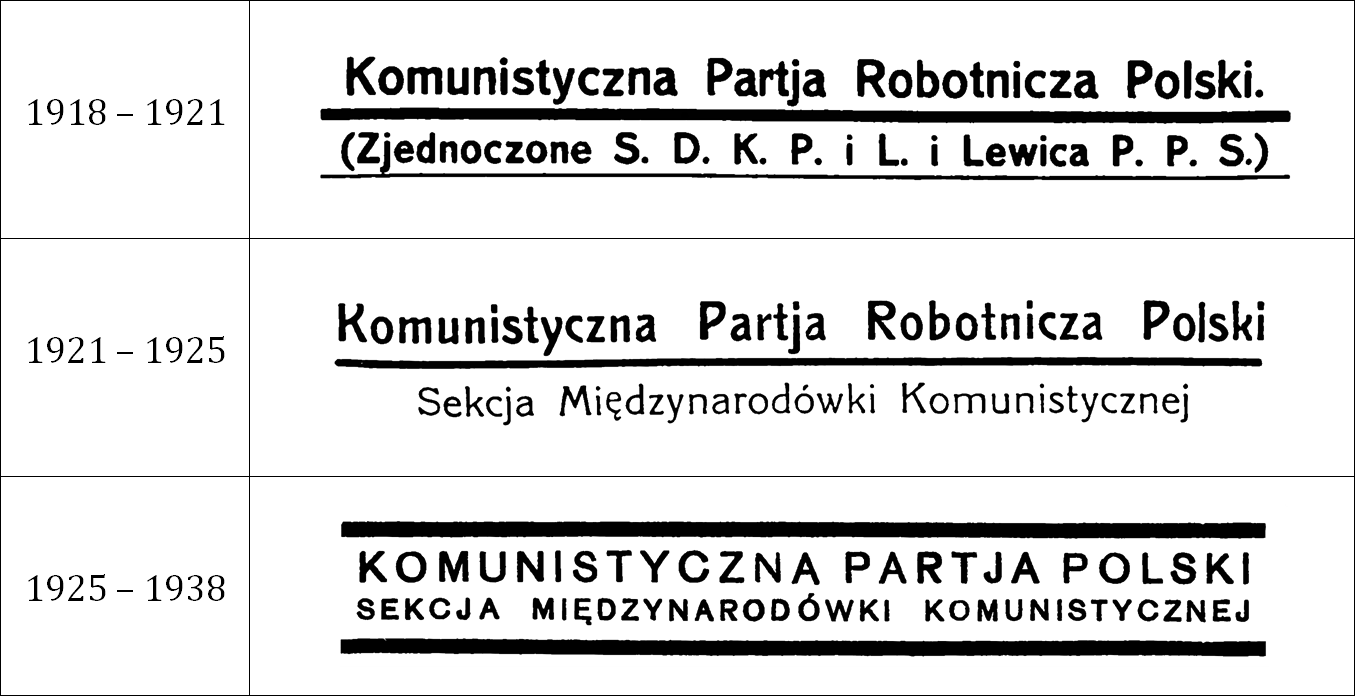
Nagłówki druków ulotnych obrazujące ewolucję nazwy Komunistycznej Partii Polski 1918–1938

Emblemat Polskiej Partii Socjalno-Demokratycznej Galicji i Śląska Cieszyńskiego

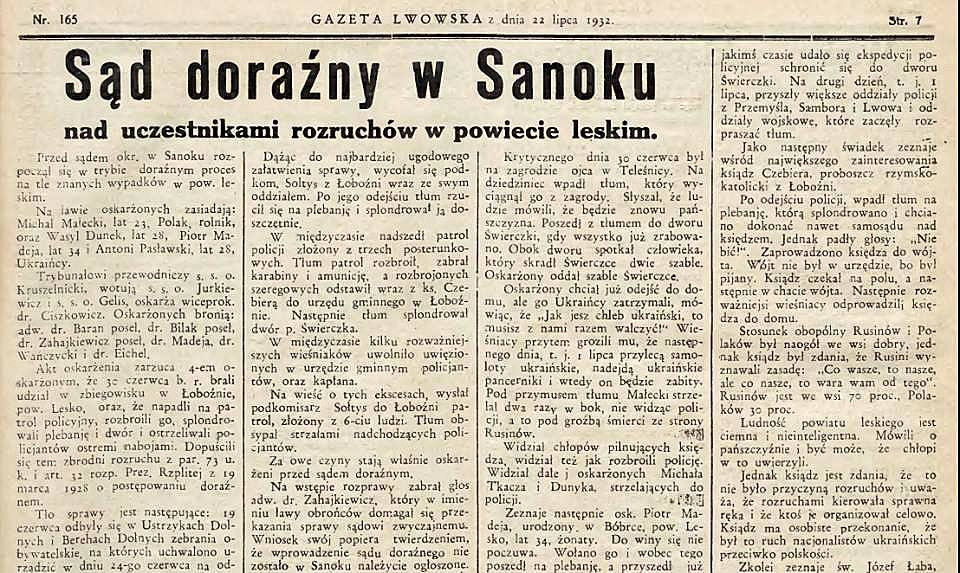
Reportaż z postępowania przeciw uczestnikom powstania leskiego w „Gazecie Lwowskiej”

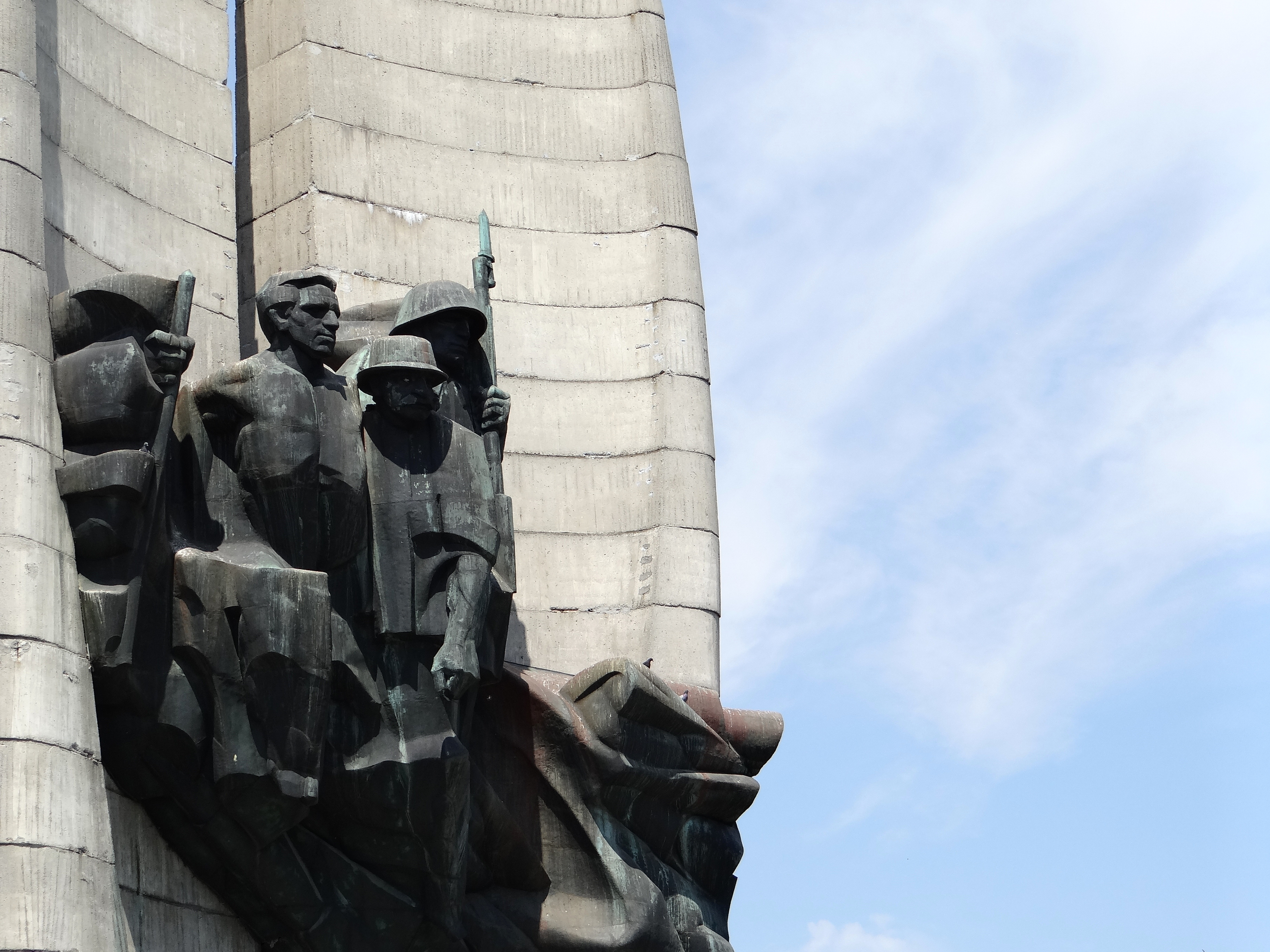
Robotnik, chłop i żołnierz od południa (2017)

Według ustaleń IPN rzeszowski KW PZPR planował odsłonięcie pomnika na 1972 dla uczczenia trzydziestolecia powstania Polskiej Partii Robotniczej (PPR). Inną rozważaną datą była trzydziesta rocznica Manifestu PKWN, do której odnosi się umownie zapis na tablicy dedykacyjnej, przypadająca na 22 lipca 1974. Nazwa pomnika upamiętnia jednak całość tej tradycji rewolucyjnej na Rzeszowszczyźnie, do której odwoływała się w swojej polityce historycznej Polska Rzeczpospolita Ludowa. Referat historii partii KW PZPR opracował w związku z tym wykaz wydarzeń składających się na dorobek rewolucji proletariackiej na terenie województwa rzeszowskiego. Według informacji podanej przez IPN wykaz obejmował założenie w Rzeszowie Stronnictwa Ludowego (SL) w 1895 (jedyne wydarzenie ocenione przez IPN pozytywnie), a także działalność ugrupowań komunistycznych (nielegalnych Komunistycznej Partii Polski – KPP i Komunistycznej Partii Zachodniej Ukrainy – KPZU, a także PPR i Komunistycznego Związku Młodzieży Polski) lub reprezentujących lewicowe skrzydło ruchu socjalistycznego (Polska Partia Socjalno-Demokratyczna Galicji i Śląska Cieszyńskiego – PPSD, PPS-Lewica z okresu zaborów i PPS-Lewica w II RP), partyzantki komunistycznej z okresu II wojny światowej (Gwardia Ludowa, Armia Ludowa) oraz sił bezpieczeństwa Polski ludowej (Korpus Bezpieczeństwa Wewnętrznego, Milicja Obywatelska, Urząd Bezpieczeństwa Publicznego). Przedmiotem upamiętnienia była również działalność rad robotniczo-chłopskich w Przemyślu w 1918 oraz radykalne wystąpienia chłopskie w Małopolsce Wschodniej na przestrzeni dziejów, szczególnie zaś w okresie II Rzeczypospolitej, w tym Republika Tarnobrzeska (1918–1919), powstanie leskie (1932) i strajk chłopski z 1937.
Publikacja okolicznościowa wydana w związku z odsłonięciem pomnika przywołuje szereg postaci z dziejów Rzeszowszczyzny, których działalność uznano wówczas za podwaliny pod Polskę Ludową. Znaleźli się wśród nich:
- XVII-wieczny organizator samoobrony chłopskiej przed najazdami tatarskimi wójt Nowosielec Michał Pyrz, przypominany podczas protestów chłopskich przeciwko rządom sanacji[c],
- przywódca rewolucji 1846 roku w Rzeszowskiem Julian Goslar,
- organizator wystąpień chłopskich w Rzeszowie w 1897 i władzy ludowej w powiecie rzeszowskim w 1918, działacz lewicy chłopskiej w II RP Antoni Bomba z Budziwoja,
- przywódcy Republiki Tarnobrzeskiej Tomasz Dąbal i Eugeniusz Okoń,
- założyciel Komunistycznej Frakcji Poselskiej w Sejmie II RP Stanisław Łańcucki,
- komunistyczni działacze lewicy chłopskiej Stanisław Ziaja z Gorzejowej, Ferdynand Tkaczow z Boguchwały, Mieczysław Bomba z Budziwoja (syn Antoniego), Józef Kogutek z Trzebowniska, Stanisław Szybisty ze Stobiernej i Stanisław Fąfara ze Skrzyszowa,
- organizatorzy PPR Augustyn Micał (weteran XIV Brygady Międzynarodowej ze Zwięczycy), Józef Rygliszyn i Jan Huczko (Sanok), Ludwik Szenborn (Rzeszów), Wojciech Kosiba (Jasło, Gorlice, Krosno), Emil Dziedzic (sekretarz okręgu jasielsko-gorlickiego),
- polegli w czasie II wojny światowej dowódcy jasielskiego Okręgu GL Grzegorz Wodzik i Wojciech Kwilosz, żołnierz Batalionów Chłopskich i szef sztabu 1 Brygady AL im. Ziemi Lubelskiej Julian Kaczmarczyk,
- członkowie PPR, PPS, SL i ZMW „Wici” zamordowani za przeprowadzanie parcelacji majątków ziemskich w ramach reformy rolnej z 1944 (m.in. Władysław Kornak z Racławówki[84], Jan i Stefania Kurcowie ze Zgłobnia – z rozkazu Łukasza Cieplińskiego[85][86][87], komisarz Urzędu Ziemskiego w Rzeszowie inż. Józef Gabrynowicz[88][89])[d],
- członkowie powojennych władz i służb, którzy zginęli w zamachach ze strony podziemia antykomunistycznego (m.in. burmistrz Błażowej Stanisław Marczak[90][91], komendant MO w Czudcu Andrzej Rozborski[92][93])[e].

W przemówieniu wygłoszonym podczas uroczystości odsłonięcia pomnika w 1974 Tomasz Wiśniewski wskazał kilka epizodów precyzujących upamiętnianą tradycję walk rewolucyjnych, w które mieszkańcy województwa wnieśli swój wkład. Zaliczył do nich wystąpienia socjalistyczne z okresu zaborów i II RP, udział Brygad Międzynarodowych w hiszpańskiej wojnie domowej przeciwko faszystowskim falangistom gen. Francisco Franco (1936–1939), udział Polskich Sił Zbrojnych w ZSRR, Ludowego Wojska Polskiego i lewicowych formacji partyzanckich w pokonaniu Trzeciej Rzeszy oraz służbę w formacjach organów bezpieczeństwa w walce z powojennym podziemiem antykomunistycznym: „Pomnik ten jest symbolem wiecznej chwały towarzyszom naszej walki, tym z jednego szeregu rewolucyjnej manifestacji, z żołnierskiego oddziału walczącego o wolność Hiszpanii, bojowego szlaku od Lenino do Berlina, partyzanckiej drużyny, posterunku milicji i służby bezpieczeństwa stawiającego czoła terrorowi reakcyjnego podziemia”.
Występując w obronie pomnika w 2015 jego autor, Konieczny, ograniczył jego odniesienie w warstwie wydarzeniowej do wystąpień chłopskich z okresu II RP. Związany z IPN historyk Bogusław Kleszczyński, przytaczając przykład Władysława Kojdera, uznał jednoczesną próbę upamiętnienia przedwojennego strajku chłopskiego i powojennego porządku represjonującego niektórych z uczestników strajku za sprzeczność i „perfidną propagandową manipulację”. W obrębie międzywojennego ruchu chłopskiego na Rzeszowszczyźnie dochodziło jednak regularnie do współpracy pomiędzy ludowcami z SL i członkami Związku Młodzieży Wiejskiej RP „Wici” a komunistami z KPP, a działacze należeli niejednokrotnie do obu ruchów. Według zapiski Jędrzeja Moraczewskiego w latach 1918–1919 „na Rzeszowszczyźnie wystąpiło najsilniej realizowanie na własną rękę nowego porządku, o wybitnie radykalnym zabarwieniu”. 16 września 1938 Sąd Okręgowy w Rzeszowie skazał ośmiu działaczy Chłopsko-Robotniczego Komitetu Rewolucyjnego z powiatu tarnobrzeskiego – wśród nich dwóch komunistów, dwóch ludowców i jednego wiciarza – na kary kilku lat więzienia za dążenie „do dokonania zmiany ustroju państwa w drodze rewolucji (…) przy pomocy zorganizowanych mas chłopsko-robotniczych”.
Nieoczywistą interpretację grupy robotnika, chłopa i żołnierza zaproponował Tadeusz Chrobak, ogłaszając pomnik „symbolem klęski stalinowskiej rewolucji w Polsce” z uwagi na nieredukowalność postaci chłopa do postaci robotnika i niepowodzenie kolektywizacji polskiego rolnictwa.
Żartobliwa interpretacja przypisywana uczestnikom ceremonii odsłonięcia pomnika mówi, że „robotnik i żołnierz trzymają chłopa, żeby na mszę św. do bernardynów nie poszedł”.
Ks. Paweł Batory zauważył, komentując rządy PiS i dążenie radnych tej partii do usunięcia pomnika, że „obecna władza darzy [chłopa, robotnika i żołnierza] nie mniejszą miłością i respektem niż ta słusznie miniona”.

## Kontrowersje
W 1988 pomnik został oceniony w publikacji naukowej z zakresu planowania przestrzeni jako „z urbanistycznego punktu widzenia (…) dzieło zgoła barbarzyńskie”, ponieważ „przesłania 
widok [Starówki], rywalizując wysokością z zabytkowym kościołem farnym”.
W sporze o losy pomnika, który rozgorzał w 2017 na tle ustawy dekomunizacyjnej, IPN odwołał się do politycznej wymowy obiektu, określając go symbolem ustroju totalitarnego. Występujący w obronie monumentu prezydent Ferenc i działacze Stowarzyszenia Architektów Polskich wskazywali natomiast na wymiar artystyczny i naukowo-poznawczy obiektu, a także na jego rolę tożsamościową jako najbardziej rozpoznawalnego symbolu Rzeszowa. Ferenc odwołał się przy tym do przychylnej pomnikowi opinii mieszkańców Rzeszowa. W oficjalnym piśmie do rzeszowskiego oddziału IPN podkreślił także fakt upamiętniania przez pomnik niekomunistycznych wystąpień chłopskich z okresu II RP.
Za wyburzeniem pomnika argumentowali wojewoda podkarpacki Ewa Leniart (była dyrektor rzeszowskiego IPN), dyrektor rzeszowskiego IPN Dariusz Iwaneczko, były prezydent Rzeszowa Andrzej Szlachta i kandydat PiS na prezydenta Rzeszowa Wojciech Buczak. Iwaneczko stwierdził, że „upamiętniany przez ten pomnik czyn rewolucyjny obejmował także m.in. krwawe utrwalanie władzy ludowej po 1944 r. i związane z tym akty zbrodni i bezprawia”. IPN zwrócił uwagę na sprzeczność pomiędzy wymową pomnika a upamiętnieniem w nazwie przyległej alei ppłk. Cieplińskiego, prezesa antykomunistycznego Zrzeszenia „Wolność i Niezawisłość”, straconego jako przeciwnika rewolucji z lat 1944–1947. Adam Siwek, dyrektor Biura Upamiętniania Walk i Męczeństwa IPN, interpretuje walki o Polskę ludową wymienione w inskrypcji z pomnika wyłącznie jako powojenne zwycięstwo rewolucyjnych przemian społecznych, które w ocenie IPN miały charakter zbrodniczy. Marcin Maruszak, prezes Stowarzyszenia Rodzin Żołnierzy Niezłomnych Podkarpacia i redaktor naczelny magazynu „Tajna Historia Rzeszowa”, wyraził pogląd, że decyzja w sprawie losu pomnika powinna przypaść spadkobiercom żołnierzy wyklętych i wskazał na postkomunistyczny rodowód polityczny prezydenta Ferenca.
Za pozostawieniem pomnika opowiedzieli się w 2017 m.in. przewodniczący Rady Miasta Andrzej Dec, szefowa rzeszowskiej Platformy Obywatelskiej Jolanta Kaźmierczak i szef partii Nowoczesna w Rzeszowie Grzegorz Tereszkiewicz. W obronie społecznych i kulturalnych walorów pomnika wystąpił w maju 2018 lider zespołu Big Cyc, Krzysztof Skiba. W 2023 o wartości artystycznej pomnika przekonywał podczas zorganizowanej przez Fundację Rzeszowską i zbojkotowanej przez rzeszowski IPN dyskusji historyk sztuki z Katolickiego Uniwersytetu Lubelskiego, Lechosław Lameński. Podkarpacki działacz Stowarzyszenia Ochrony Architektury Powojennej Dawid Domański ocenił zakusy na wyburzenie unikatowego pomnika trzydzieści lat po zmianie ustroju jako przejaw fanatyzmu i barbarzyństwa. Podobne stanowisko zajął w liście do prowincjała zakonu bernardynów o. Teofila Czarniaka z 27 marca 2023 diecezjalny konserwator zabytków kurii w Rzeszowie, historyk sztuki ks. Paweł Batory, wyrażając obawę o wizerunek Kościoła.
Tomasz Tomaszek, pracownik naukowy Politechniki Rzeszowskiej, zwrócił uwagę na to, że przetrwanie pomnika w jego pierwotnym kontekście urbanistycznym, stanowiące „ewenement” w skali Polski, pozwoliło zachować ciągłość historyczną architektury miejskiej i tym samym autentyczność Rzeszowa.
Zamiar wyburzenia pomnika nie znajduje poparcia wśród mieszkańców Rzeszowa. W 2009 i 2015 tylko  11% badanych chciało jego usunięcia. W ulicznym sondażu opinii publicznej z 2018, przeprowadzonym przez studentów Uniwersytetu Rzeszowskiego, 69% ankietowanych opowiedziało się za zachowaniem pomnika, a w powtórzonej próbie z 2023 – 81%.

## W kulturze
W 2011 kilkunastoosobowy zespół studentów III roku Wyższej Szkoły Informatyki i Zarządzania w Rzeszowie nakręcił film fantastyczny, w którym ożywiony Pomnik Czynu Rewolucyjnego kroczy ulicami Rzeszowa siejąc panikę i zniszczenie. Trwający niespełna 1,5 minuty film został przygotowany w formie pracy zaliczeniowej pod kierunkiem Pawła Trojanowskiego przy pomocy oprogramowania do tworzenia grafiki 3D i montażu nieliniowego.